# قرار مجلس الأمن التابع للأمم المتحدة رقم 1444
قرار مجلس الأمن التابع للأمم المتحدة رقم 1444، المتخذ بالإجماع في 27 تشرين الثاني / نوفمبر 2002، بعد إعادة التأكيد على جميع القرارات المتعلقة بالحالة في أفغانستان، ولا سيما القرارين 1386 (2001) و1413 (2002) والقرارين 1368 (2001) و1373 (2001) بشأن الإرهاب، مدد المجلس تفويض قوات المساعدة الدولية لإرساء الأمن في أفغانستان لمدة عام واحد بعد 20 ديسمبر 2002.
أقر مجلس الأمن بأن مسؤولية توفير الأمن والقانون والنظام في جميع أنحاء أفغانستان تقع على عاتق الأفغان أنفسهم. وأعرب عن تقديره لقيادة تركيا لقوة المساعدة الأمنية الدولية التي كانت في السابق تحت قيادة المملكة المتحدة، ومساهمات العديد من الدول في القوة. من ناحية أخرى، رحب بعروض قدمتها ألمانيا وهولندا لخلافة تركيا في قيادة القوة الدولية للمساعدة الأمنية. كما قرر المجلس أن الحالة في أفغانستان تشكل تهديدا للسلم والأمن الدوليين وطالب القوة الدولية للمساعدة الأمنية بتنفيذ ولايتها.
وبموجب الفصل السابع من ميثاق الأمم المتحدة، مدد المجلس تفويض القوة الدولية للمساعدة الأمنية في أفغانستان لمدة عام واحد حتى 20 كانون الأول / ديسمبر 2003، ولكي تستخدم جميع الدول المشاركة في القوة الدولية جميع التدابير اللازمة للوفاء بولايتها. ودُعيت الدول إلى توفير الأفراد والمعدات والموارد الأخرى للقوة الدولية وصندوق التبرعات الاستئماني.
وأخيراً، طُلب من قيادة القوة الدولية للمساعدة الأمنية تقديم تقارير ربع سنوية عن تنفيذ ولايتها. ولم تتمكن القوة من تنفيذ تفويضها إلا في العاصمة كابول ودعت الحكومة الأفغانية إلى نشرها في جميع أنحاء البلاد لتوفير الأمن.

## روابط خارجية
- نص القرار في undocs.org